# Lepidolopha nuratavica
Lepidolopha nuratavica là một loài thực vật có hoa trong họ Cúc. Loài này được Krasch. mô tả khoa học đầu tiên năm 1946.